# Рыцари Тенкай
«Рыцари Тенкай» (яп. テンカイナイト / 展開騎士 Тэнкай найто / Тэнкай киси) — аниме-сериал режиссёра Мицуру Хонго. Снят студией Bones в 2013 году. В России сериал транслируется на ТНТ. Также был показан по 2x2.

## Сюжет
На мирной планете Кватрон, населенной расой существ под названием Тенкай, разворачивается война между двумя противоборствующими фракциями, армией Корэкай во главе с командором Биглом, и армией военачальника Вилиуса, мечтающего заполучить источник энергии Тенкай для своих целей. Однако одолеть его смогли лишь сильнейшие войны армии Корэкай — рыцари Тенкай. После поражения Вилиуса рыцари исчезли. Через год он вернулся с новой армией, более сильной.

## Персонажи

### Рыцари Тенкай
- Гурэн Огами (яп. 大神 グレン О:гами Гурэн) — главный герой. Роль озвучивает Мэгуру Такахаси[источник не указан 1560 дней].
- Сэйран Васидзаки (яп. 鷲崎 セイラン Васидзаки Сэйран). Роль озвучивает Акэми Канда[источник не указан 1560 дней].
- Токуса Камэяма (яп. 亀山 トクサ Камэяма Токуса). Роль озвучивает Маки Мидзума[источник не указан 1560 дней].
- Тюки Хатисука (яп. 蜂須賀 チュウキ Хатисука Тю:ки). Роль озвучивает Риса Танэда[источник не указан 1560 дней].
- Гэн Икукаи (яп. 犬飼 ゲン Инукай Гэн). Роль озвучивает Миюки Савасиро.